# Брекенридж (тауншип, Миннесота)
Брекенридж (англ. Breckenridge) — тауншип в округе Уилкин, Миннесота, США. На 2000 год его население составило 234 человека.

## География
По данным Бюро переписи населения США площадь тауншипа составляет 54,6 км², из которых 54,3 км² занимает суша, а 0,3 км² — вода (0,52 %).

## Демография
По данным переписи населения 2000 года здесь находились 234 человека, 78 домохозяйств и 68 семей.  Плотность населения —  4,3 чел./км².  На территории тауншипа расположено 86 построек со средней плотностью 1,6 построек на один квадратный километр. Расовый состав населения: 98,29 % белых, 1,28 % — других рас США и 0,43 % приходится на две или более других рас. Испанцы или латиноамериканцы любой расы составляли 1,71 % от популяции тауншипа.
Из 78 домохозяйств в 43,6 % воспитывались дети до 18 лет, в 83,3 % проживали супружеские пары и в 12,8 % домохозяйств проживали несемейные люди. 11,5 % домохозяйств состояли из одного человека, при том 3,8 % из — одиноких пожилых людей старше 65 лет. Средний размер домохозяйства — 2,85, а семьи — 3,09 человека.
33,8 % населения — младше 18 лет, 3,8 % — в возрасте от 18 до 24 лет, 29,5 % — от 25 до 44, 25,6 % — от 45 до 64, и 7,3 % — старше 65 лет. Средний возраст — 36 лет. На каждые 100 женщин приходилось 116,7 мужчин.  На каждые 100 женщин старше 18 приходилось 115,3 мужчин.
Средний годовой доход домохозяйства составлял 34 375 долларов, а средний годовой доход семьи —  38 750 долларов. Средний доход мужчин —  32 321  доллар, в то время как у женщин — 22 188. Доход на душу населения составил 15 068 долларов. За чертой бедности не находилась ни одна семья и 3,0 % всего населения тауншипа, из которых 11,8 % старше 65 лет.